# Ronde van Frankrijk 2016/Startlijst
Dit artikel geeft de startlijst van de 103de Ronde van Frankrijk weer, die van zaterdag 2 juli tot en met zondag 24 juli 2016 werd verreden.

## Overzicht

### Team Sky
| Rugnummer | Naam            | Prestaties                                                                                          | Opmerkingen | Eindklassering |
| --------- | --------------- | --------------------------------------------------------------------------------------------------- | ----------- | -------------- |
| 1         | Chris Froome    | Winnaar 8e en 18e etappe 8e, 9e, 10e, 11e, 12e 13e, 14e, 15e, 16e, 17e, 18e, 19e, 20e en 21e etappe |             | Goud           |
| 2         | Sergio Henao    | |             | 12e            |
| 3         | Vasil Kiryjenka | |             | 103e           |
| 4         | Mikel Landa     | |             | 35e            |
| 5         | Mikel Nieve     | |             | 17e            |
| 6         | Wout Poels      | |             | 28e            |
| 7         | Luke Rowe       | |             | 151e           |
| 8         | Ian Stannard    | |             | 161e           |
| 9         | Geraint Thomas  | |             | 15e            |

Ploegleider:  Nicolas Portal

### Movistar Team
| Rugnummer | Naam               | Prestaties         | Opmerkingen        | Eindklassering |
| --------- | ------------------ | ------------------ | ------------------ | -------------- |
| 11        | Nairo Quintana     |                    |                    | Brons          |
| 12        | Alejandro Valverde |                    |                    | 6e             |
| 13        | Winner Anacona     |                    |                    | 69e            |
| 14        | Imanol Erviti      |                    |                    | 108e           |
| 15        | Jesús Herrada      |                    | Opgave: 15e etappe | DNF            |
| 16        | Gorka Izagirre     |                    | Opgave: 17e etappe | DNF            |
| 17        | Jon Izagirre       | Winnaar 20e etappe |                    | 47e            |
| 18        | Daniel Moreno      |                    |                    | 31e            |
| 19        | Nélson Oliveira    |                    |                    | 80e            |

Ploegleider:  José Luis Arrieta

### Astana Pro Team
| Rugnummer | Naam              | Prestaties | Opmerkingen | Eindklassering |
| --------- | ----------------- | ---------- | ----------- | -------------- |
| 21        | Fabio Aru         |            |             | 13e            |
| 22        | Vincenzo Nibali   | 7e etappe  |             | 30e            |
| 23        | Jakob Fuglsang    |            |             | 52e            |
| 24        | Andrij Hryvko     |            |             | 86e            |
| 25        | Tanel Kangert     |            |             | 26e            |
| 26        | Aleksej Loetsenko |            |             | 62e            |
| 27        | Diego Rosa        |            |             | 37e            |
| 28        | Luis León Sánchez |            |             | 48e            |
| 29        | Paolo Tiralongo   |            |             | 74e            |

Ploegleider:  Dmitri Fofonov

### Tinkoff
| Rugnummer | Naam               | Prestaties | Opmerkingen       | Eindklassering |
| --------- | ------------------ | --- | ----------------- | -------------- |
| 31        | Alberto Contador   | | Opgave: 9e etappe | DNF            |
| 32        | Peter Sagan        | Winnaar 2e, 11e en 16e etappe 2e, 3e en 4e etappe 2e, 4e, 5e, 10e, 11e, 12e, 13e, 14e, 15e, 16e, 17e, 18e, 19e, 20e en 21e etappe 10e etappe |                   | 95e            |
| 33        | Maciej Bodnar      | |                   | 159e           |
| 34        | Oscar Gatto        | |                   | 156e           |
| 35        | Robert Kišerlovski | |                   | 58e            |
| 36        | Roman Kreuziger    | |                   | 10e            |
| 37        | Rafał Majka        | 8e, 15e, 16e, 17e, 18e, 19e, 20e en 21e etappe 15e etappe                                                                                    |                   | 27e            |
| 38        | Matteo Tosatto     | |                   | 145e           |
| 39        | Michael Valgren    | |                   | 77e            |

Ploegleider:  Steven de Jongh

### AG2R La Mondiale
| Rugnummer | Naam               | Prestaties         | Opmerkingen | Eindklassering |
| --------- | ------------------ | ------------------ | ----------- | -------------- |
| 41        | Romain Bardet      | Winnaar 19e etappe |             | Zilver         |
| 42        | Jan Bakelants      |                    |             | 50e            |
| 43        | Mikaël Cherel      |                    |             | 57e            |
| 44        | Samuel Dumoulin    |                    |             | 130e           |
| 45        | Ben Gastauer       |                    |             | 61e            |
| 46        | Cyril Gautier      |                    |             | 68e            |
| 47        | Alexis Gougeard    |                    |             | 147e           |
| 48        | Dominico Pozzovivo |                    |             | 33e            |
| 49        | Alexis Vuillermoz  |                    |             | 20e            |

Ploegleider:  Julien Jurdie

### Team LottoNL-Jumbo
| Rugnummer | Naam              | Prestaties | Opmerkingen | Eindklassering |
| --------- | ----------------- | ---------- | ----------- | -------------- |
| 51        | Wilco Kelderman   |            |             | 32e            |
| 52        | George Bennett    |            |             | 53e            |
| 53        | Dylan Groenewegen |            |             | 160e           |
| 54        | Bert-Jan Lindeman |            |             | 94e            |
| 55        | Paul Martens      |            |             | 98e            |
| 56        | Timo Roosen       |            |             | 111e           |
| 57        | Sep Vanmarcke     |            |             | 104e           |
| 58        | Robert Wagner     |            |             | 163e           |
| 59        | Maarten Wynants   |            |             | 138e           |

Ploegleider:  Merijn Zeeman

### Trek-Segafredo
| Rugnummer | Naam              | Prestaties                    | Opmerkingen              | Eindklassering |
| --------- | ----------------- | ----------------------------- | ------------------------ | -------------- |
| 61        | Bauke Mollema     |                               |                          | 11e            |
| 62        | Fabian Cancellara |                               | Niet gestart: 18e etappe | DNF            |
| 63        | Markel Irizar     |                               |                          | 120e           |
| 64        | Grégory Rast      |                               |                          | 123e           |
| 65        | Fränk Schleck     |                               |                          | 34e            |
| 66        | Peter Stetina     |                               |                          | 46e            |
| 67        | Jasper Stuyven    | 2e, 3e en 4e etappe 2e etappe |                          | 99e            |
| 68        | Edward Theuns     | 1e etappe                     | Opgave: 13e etappe       | DNF            |
| 69        | Haimar Zubeldia   |                               |                          | 24e            |

Ploegleider:  Kim Andersen

### IAM Cycling
| Rugnummer | Naam               | Prestaties                    | Opmerkingen        | Eindklassering |
| --------- | ------------------ | ----------------------------- | ------------------ | -------------- |
| 71        | Mathias Frank      |                               | Opgave: 14e etappe | DNF            |
| 72        | Stef Clement       |                               |                    | 18e            |
| 73        | Jérôme Coppel      |                               |                    | 75e            |
| 74        | Martin Elmiger     |                               |                    | 64e            |
| 75        | Sondre Holst Enger |                               |                    | 141e           |
| 76        | Reto Hollenstein   |                               |                    | 97e            |
| 77        | Leigh Howard       |                               |                    | 172e           |
| 78        | Oliver Naesen      | 4e etappe                     |                    | 83e            |
| 79        | Jarlinson Pantano  | Winnaar 15e etappe 17e etappe |                    | 19e            |

Ploegleider:  Kjell Carlström

### Cannondale-Drapac Pro Cycling Team
| Rugnummer | Naam                 | Prestaties | Opmerkingen        | Eindklassering |
| --------- | -------------------- | ---------- | ------------------ | -------------- |
| 81        | Pierre Rolland       |            |                    | 16e            |
| 82        | Matti Breschel       |            | Opgave: 14e etappe | DNF            |
| 83        | Lawson Craddock      |            |                    | 124e           |
| 84        | Alex Howes           |            |                    | 131e           |
| 85        | Kristjan Koren       |            |                    | 152e           |
| 86        | Sebastian Langeveld  |            | Opgave: 10e etappe | DNF            |
| 87        | Ramūnas Navardauskas |            |                    | 134e           |
| 88        | Tom-Jelte Slagter    |            |                    | 82e            |
| 89        | Dylan van Baarle     |            |                    | 91e            |

Ploegleider:  Charles Wegelius

### BMC Racing Team
| Rugnummer | Naam               | Prestaties                            | Opmerkingen              | Eindklassering |
| --------- | ------------------ | ------------------------------------- | ------------------------ | -------------- |
| 91        | Richie Porte       |                                       |                          | 5e             |
| 92        | Brent Bookwalter   |                                       |                          | 117e           |
| 93        | Marcus Burghardt   |                                       |                          | 89e            |
| 94        | Damiano Caruso     |                                       |                          | 22e            |
| 95        | Rohan Dennis       |                                       | Niet gestart: 17e etappe | DNF            |
| 96        | Amaël Moinard      |                                       |                          | 45e            |
| 97        | Michael Schär      |                                       |                          | 76e            |
| 98        | Greg Van Avermaet  | Winnaar 5e etappe 5e, 6e en 7e etappe |                          | 44e            |
| 99        | Tejay van Garderen |                                       |                          | 29e            |

Ploegleider:  Yvon Ledanois

### Team Dimension Data
| Rugnummer | Naam                        | Prestaties                                                                        | Opmerkingen              | Eindklassering |
| --------- | --------------------------- | --------------------------------------------------------------------------------- | ------------------------ | -------------- |
| 101       | Mark Cavendish              | Winnaar 1e, 3e, 6e etappe en 15e etappe 1e etappe 1e, 3e, 6e, 7e, 8e en 9e etappe | Niet gestart: 17e etappe | DNF            |
| 102       | Natnael Berhane             |                                                                                   |                          | 125e           |
| 103       | Edvald Boasson Hagen        |                                                                                   |                          | 109e           |
| 104       | Steve Cummings              | Winnaar 7e etappe                                                                 |                          | 140e           |
| 105       | Bernhard Eisel              |                                                                                   |                          | 171e           |
| 106       | Reinardt Janse van Rensburg |                                                                                   |                          | 115e           |
| 107       | Serge Pauwels               |                                                                                   |                          | 42e            |
| 108       | Mark Renshaw                |                                                                                   | Opgave: 9e etappe        | DNF            |
| 109       | Daniel Teklehaimanot        |                                                                                   |                          | 85e            |

Ploegleider:  Roger Hammond

### Team Giant-Alpecin
| Rugnummer | Naam            | Prestaties                         | Opmerkingen        | Eindklassering |
| --------- | --------------- | ---------------------------------- | ------------------ | -------------- |
| 111       | Warren Barguil  |                                    |                    | 23e            |
| 112       | Roy Curvers     |                                    |                    | 122e           |
| 113       | John Degenkolb  |                                    |                    | 148e           |
| 114       | Tom Dumoulin    | Winnaar 9e en 13e etappe 9e etappe | Opgave: 19e etappe | DNF            |
| 115       | Simon Geschke   |                                    |                    | 66e            |
| 116       | Georg Preidler  |                                    |                    | 56e            |
| 117       | Ramon Sinkeldam |                                    |                    | 143e           |
| 118       | Laurens ten Dam |                                    |                    | 73e            |
| 119       | Albert Timmer   |                                    |                    | 153e           |

Ploegleider:  Marc Reef

### FDJ
| Rugnummer | Naam                  | Prestaties                      | Opmerkingen              | Eindklassering |
| --------- | --------------------- | ------------------------------- | ------------------------ | -------------- |
| 121       | Thibaut Pinot         | 9e, 10e en 11e etappe 8e etappe | Niet gestart: 13e etappe | DNF            |
| 122       | William Bonnet        |                                 |                          | 127e           |
| 123       | Matthieu Ladagnous    |                                 | Niet gestart: 9e etappe  | DNF            |
| 124       | Steve Morabito        |                                 |                          | 36e            |
| 125       | Cédric Pineau         |                                 | Opgave: 9e etappe        | DNF            |
| 126       | Sébastien Reichenbach |                                 |                          | 14e            |
| 127       | Anthony Roux          |                                 |                          | 63e            |
| 128       | Jérémy Roy            | 14e etappe                      |                          | 96e            |
| 129       | Arthur Vichot         | 11e etappe                      |                          | 78e            |

Ploegleider:  Yvon Madiot

### Bora-Argon 18
| Rugnummer | Naam                | Prestaties | Opmerkingen              | Eindklassering |
| --------- | ------------------- | ---------- | ------------------------ | -------------- |
| 131       | Emanuel Buchmann    |            |                          | 21e            |
| 132       | Shane Archbold      |            | Niet gestart: 18e etappe | DNF            |
| 133       | Jan Bárta           |            |                          | 88e            |
| 134       | Cesare Benedetti    |            |                          | 128e           |
| 135       | Sam Bennett         |            |                          | 174e           |
| 137       | Patrick Konrad      |            |                          | 65e            |
| 136       | Bartosz Huzarski    |            |                          | 39e            |
| 138       | Andreas Schillinger |            |                          | 154e           |
| 139       | Paul Voss           | 1e etappe  |                          | 101e           |

Ploegleider:  Enrico Poitschke

### Team Katjoesja
| Rugnummer | Naam                  | Prestaties         | Opmerkingen              | Eindklassering |
| --------- | --------------------- | ------------------ | ------------------------ | -------------- |
| 141       | Joaquim Rodríguez     |                    |                          | 7e             |
| 142       | Jacopo Guarnieri      |                    |                          | 165e           |
| 143       | Marco Haller          |                    |                          | 162e           |
| 144       | Alexander Kristoff    |                    |                          | 149e           |
| 145       | Alberto Losada        |                    |                          | 67e            |
| 146       | Michael Mørkøv        |                    | Opgave: 8e etappe        | DNF            |
| 147       | Jurgen Van den Broeck |                    | Niet gestart: 12e etappe | DNF            |
| 148       | Ángel Vicioso         |                    |                          | 129e           |
| 149       | Ilnoer Zakarin        | Winnaar 17e etappe |                          | 25e            |

Ploegleider:  José Azevedo

### Lampre-Merida
| Rugnummer | Naam              | Prestaties | Opmerkingen | Eindklassering |
| --------- | ----------------- | ---------- | ----------- | -------------- |
| 151       | Rui Costa         | 19e etappe |             | 49e            |
| 152       | Yukiya Arashiro   | 6e etappe  |             | 116e           |
| 153       | Matteo Bono       |            |             | 136e           |
| 154       | Davide Cimolai    |            |             | 168e           |
| 155       | Kristijan Đurasek |            |             | 51e            |
| 156       | Tsgabu Grmay      |            |             | 92e            |
| 157       | Louis Meintjes    |            |             | 8e             |
| 158       | Luka Pibernik     |            |             | 102e           |
| 159       | Jan Polanc        |            |             | 54e            |

Ploegleider:  Philippe Mauduit

### Lotto Soudal
| Rugnummer | Naam             | Prestaties                                                                          | Opmerkingen        | Eindklassering |
| --------- | ---------------- | ----------------------------------------------------------------------------------- | ------------------ | -------------- |
| 161       | André Greipel    | Winnaar: 21e etappe                                                                 |                    | 133e           |
| 162       | Lars Bak         |                                                                                     |                    | 173e           |
| 163       | Thomas De Gendt  | Winnaar: 12e etappe 5e, 6e, 7e etappe, 12e, 13e en 14e etappe 5e etappe, 12e etappe |                    | 40e            |
| 164       | Jens Debusschere |                                                                                     | Opgave: 15e etappe | DNF            |
| 165       | Tony Gallopin    |                                                                                     |                    | 71e            |
| 166       | Adam Hansen      |                                                                                     |                    | 100e           |
| 167       | Greg Henderson   |                                                                                     |                    | 155e           |
| 168       | Jürgen Roelandts |                                                                                     |                    | 126e           |
| 169       | Marcel Sieberg   |                                                                                     |                    | 169e           |

Ploegleider:  Herman Frison

### Direct Énergie
| Rugnummer | Naam               | Prestaties | Opmerkingen        | Eindklassering |
| --------- | ------------------ | ---------- | ------------------ | -------------- |
| 171       | Bryan Coquard      |            |                    | 113e           |
| 172       | Sylvain Chavanel   |            |                    | 43e            |
| 173       | Antoine Duchesne   |            |                    | 107e           |
| 174       | Yohann Gène        |            |                    | 158e           |
| 175       | Fabrice Jeandesboz |            |                    | 60e            |
| 176       | Adrien Petit       |            |                    | 164e           |
| 177       | Romain Sicard      |            |                    | 81e            |
| 178       | Angélo Tulik       |            | Opgave: 12e etappe | DNF            |
| 179       | Thomas Voeckler    | 3e etappe  |                    | 79e            |

Ploegleider:  Jimmy Engoulvent

### Etixx-Quick Step
| Rugnummer | Naam                | Prestaties                             | Opmerkingen        | Eindklassering |
| --------- | ------------------- | -------------------------------------- | ------------------ | -------------- |
| 181       | Marcel Kittel       | Winnaar 4e etappe                      |                    | 166e           |
| 182       | Julian Alaphilippe  | 2e, 3e, 4e, 5e en 6e etappe 16e etappe |                    | 41e            |
| 183       | Iljo Keisse         |                                        |                    | 139e           |
| 184       | Daniel Martin       |                                        |                    | 9e             |
| 185       | Tony Martin         | 16e etappe                             | Opgave: 21e etappe | DNF            |
| 186       | Maximiliano Richeze |                                        |                    | 144e           |
| 187       | Fabio Sabatini      |                                        |                    | 150e           |
| 188       | Petr Vakoč          |                                        |                    | 118e           |
| 189       | Julien Vermote      |                                        |                    | 114e           |

Ploegleider:  Tom Steels

### Cofidis Solutions Crédits
| Rugnummer | Naam               | Prestaties | Opmerkingen        | Eindklassering |
| --------- | ------------------ | ---------- | ------------------ | -------------- |
| 191       | Daniel Navarro     |            | Opgave: 19e etappe | DNF            |
| 192       | Borut Božič        |            | Opgave: 17e etappe | DNF            |
| 193       | Jérôme Cousin      |            |                    | 121e           |
| 194       | Nicolas Edet       |            |                    | 106e           |
| 195       | Arnold Jeannesson  |            | Opgave: 9e etappe  | DNF            |
| 196       | Christophe Laporte |            |                    | 157e           |
| 197       | Cyril Lemoine      |            |                    | 137e           |
| 198       | Luis Ángel Maté    |            |                    | 55e            |
| 199       | Geoffrey Soupe     |            |                    | 142e           |

Ploegleider:  Didier Rous

### Orica-BikeExchange
| Rugnummer | Naam                    | Prestaties                                                                      | Opmerkingen              | Eindklassering |
| --------- | ----------------------- | ------------------------------------------------------------------------------- | ------------------------ | -------------- |
| 201       | Simon Gerrans           |                                                                                 | Niet gestart: 13e etappe | DNF            |
| 202       | Michael Albasini        |                                                                                 |                          | 132e           |
| 203       | Luke Durbridge          |                                                                                 |                          | 112e           |
| 204       | Mathew Hayman           |                                                                                 |                          | 135e           |
| 205       | Daryl Impey             |                                                                                 |                          | 38e            |
| 206       | Christopher Juul-Jensen |                                                                                 |                          | 119e           |
| 207       | Michael Matthews        | Winnaar 10e etappe                                                              |                          | 110e           |
| 208       | Rubén Plaza             |                                                                                 |                          | 72e            |
| 209       | Adam Yates              | 7e, 8e, 9e, 10e, 11e, 12e, 13e, 14e, 15e, 16e, 17e, 18e, 19e, 20e en 21e etappe |                          | 4e             |

Ploegleider:  Matthew White

### Fortuneo-Vital Concept
| Rugnummer | Naam                 | Prestaties | Opmerkingen | Eindklassering |
| --------- | -------------------- | ---------- | ----------- | -------------- |
| 211       | Eduardo Sepúlveda    |            |             | 59e            |
| 212       | Vegard Breen         |            |             | 167e           |
| 213       | Anthony Delaplace    | 1e etappe  |             | 90e            |
| 214       | Brice Feillu         |            |             | 70e            |
| 215       | Armindo Fonseca      |            |             | 146e           |
| 216       | Daniel McLay         |            |             | 170e           |
| 217       | Pierre-Luc Périchon  |            |             | 93e            |
| 218       | Chris Anker Sørensen |            |             | 84e            |
| 219       | Florian Vachon       |            |             | 105e           |

Ploegleider:  Sébastien Hinault

## Deelnemers per land
Er zijn 35 nationaliteiten vertegenwoordigd in het peloton. De verdeling is als volgt:
| Deelnemers | Land                                                                                              |
| ---------- | ------------------------------------------------------------------------------------------------- |
| 38         | Frankrijk                                                                                         |
| 18         | Spanje                                                                                            |
| 15         | Nederland                                                                                         |
| 14         | België                                                                                            |
| 13         | Italië                                                                                            |
| 12         | Duitsland                                                                                         |
| 10         | Australië                                                                                         |
| 9          | Zwitserland                                                                                       |
| 8          | Verenigd Koninkrijk                                                                               |
| 7          | Denemarken                                                                                        |
| 5          | Verenigde Staten                                                                                  |
| 4          | Colombia, Oostenrijk, Noorwegen, Slovenië                                                         |
| 3          | Nieuw-Zeeland, Polen, Tsjechië, Zuid-Afrika                                                       |
| 2          | Argentinië, Eritrea, Ierland, Kroatië, Luxemburg, Portugal                                        |
| 1          | Canada, Estland, Ethiopië, Japan, Kazachstan, Litouwen, Oekraïne, Rusland, Slowakije, Wit-Rusland |